# Pachydactylus kobosensis
Pachydactylus kobosensis este o specie de șopârle din genul Pachydactylus, familia Gekkonidae, descrisă de Fitzsimons 1938. Conform Catalogue of Life specia Pachydactylus kobosensis nu are subspecii cunoscute.